# Século de humilhação

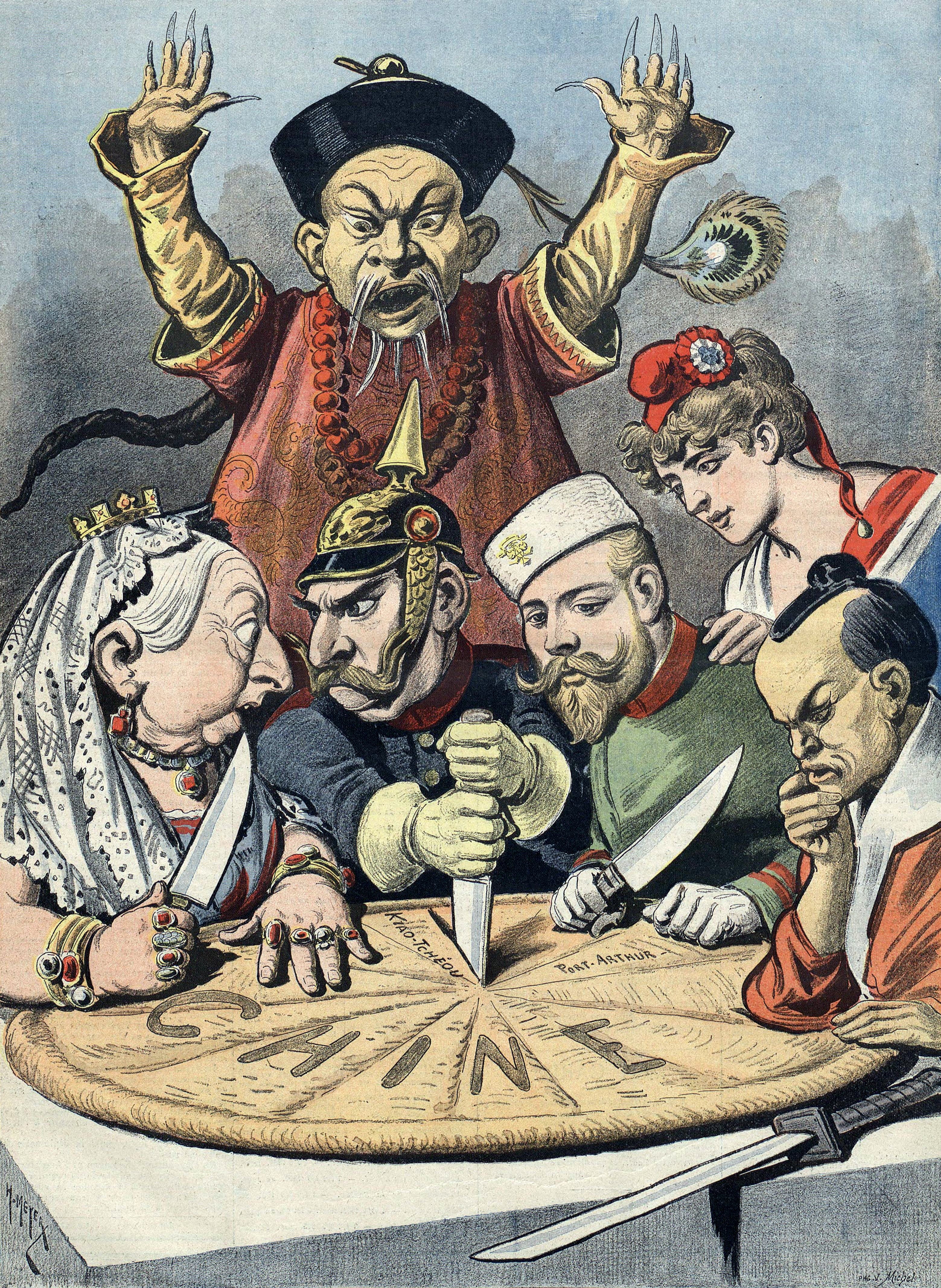
Uma charge política representando as potências dividindo a China. Da esquerda para a direita: a Rainha Vitória (Grã-Bretanha), o Kaiser Guilherme II (Alemanha), o Czar Nicolau II (Rússia), Marianne (França) e o Imperador Meiji (Japão).

O século de humilhação (chinês tradicional: 百年國恥, chinês simplificado: 百年国耻, pinyin: bǎinián guóchǐ), também referido como os cem anos de humilhação nacional e termos semelhantes, refere-se ao período de subjugação que a China sofreu sob o imperialismo, tanto ocidental como japonês. Desde a ascensão do nacionalismo moderno na década de 1920, o Kuomintang e o Partido Comunista Chinês usam esses conceitos para caracterizar a experiência chinesa em perdas de soberania entre 1839 a 1949.

## História

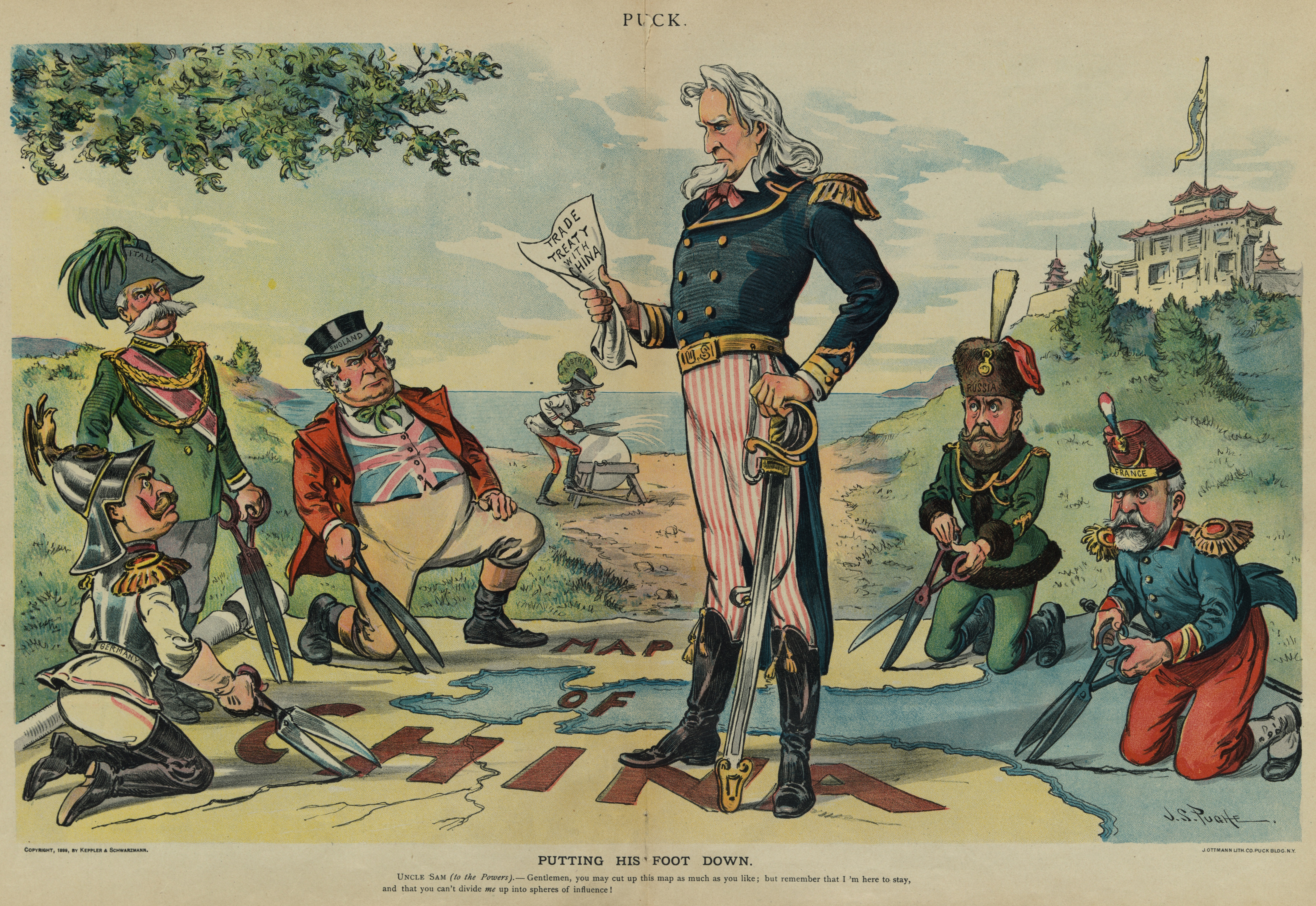
A impressão mostra o Tio Sam segurando um "Tratado Comercial com a China", de pé sobre um "Mapa da China" no meio de governantes estrangeiros rotulados como "Alemanha, Itália, Inglaterra, Áustria, Rússia [e] França".

O início do século é geralmente datado a partir de meados do século XIX, às vésperas da Primeira Guerra do Ópio e a dependência generalizada e o desenrolar político da China, que se seguiu.
Outros grandes eventos citados como parte do século de humilhação são, os tratados desiguais de Whampoa e Aigun, a Rebelião Taiping, a Segunda Guerra do Ópio e o saque do Antigo Palácio de Verão, a Guerra Sino-Francesa, a Primeira Guerra Sino-Japonesa e a invasão britânica do Tibete.  Nesse período, a China perdeu todas as guerras que combateu e teve que dar importantes concessões às grandes potências nos tratados posteriores.
Prosseguiu no século XX com as Vinte e Uma Exigências pelo Império do Japão, durante a Primeira Guerra Mundial, e a Segunda Guerra Sino-Japonesa, durante a Segunda Guerra Mundial.
É geralmente considerado como encerrado com a expulsão das potências estrangeiras da China continental após a Segunda Guerra Mundial,  e o estabelecimento da República Popular da China em 1949. Alguns críticos consideram que o século foi concluído com a reunificação de Hong Kong e Macau com a República Popular da China, como o fim da ocupação estrangeira do território chinês. Outros vão mais longe ao dizer que o século não terminará até que Taiwan seja reunificada com o continente. Observam também que algumas "humilhações" estrangeiras, como a anexação de Amur, não foram desfeitas, mas têm sido geralmente aceitas pelo povo chinês.
Uma figura de destaque nesse período foi Li Hongzhang, principal diplomata da China durante as quatro últimas décadas do Século XIX.